# Termos de uso

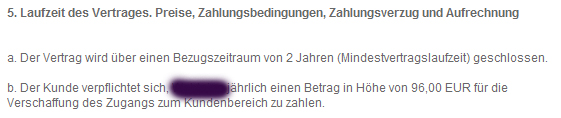
Exemplo de informações de preços ocultas nos termos e condições gerais de um contrato de assinatura enganoso

Termos de uso (também é conhecido como termos e condições ou serviço) são um contrato legal entre o provedor de um serviço e a pessoa que deseja usar esse serviço. A pessoa deve concordar em cumprir estes termos para usar o serviço oferecido. Os termos de uso também podem ser usados para isentar de responsabilidade, especialmente ao usar sites. A linguagem muitas vezes vaga e as frases longas e complexas usadas nos termos de uso levantaram preocupações sobre a privacidade do cliente e aumentaram a conscientização pública sobre esse problema.

## Uso
O acordo de termos de uso tem uma finalidade legal e é usado por empresas que fornecem serviços de software, como mecanismos de busca na web, comércio on-line e redes sociais. Um acordo legítimo de termos de serviço é juridicamente vinculativo e pode estar sujeito a alterações. As empresas podem fazer cumprir os termos negando o serviço. Os clientes podem fazer cumprir esses termos entrando com uma ação judicial se puderem provar que foram realmente prejudicados pela violação dos termos.

## Conteúdo
O conteúdo dos Termos e Condições deve estar em conformidade com o GDPR (Regulamento Geral sobre a Proteção de Dados), norma que entrou em vigor em 2016 e é obrigatória para todas as empresas que operam na União Europeia. Seu objetivo é proporcionar aos usuários maior controle e segurança sobre seus dados digitais.
Este conteúdo deve obedecer ao princípio da transparência, o que significa que as informações fornecidas nos termos e condições devem ser concisas, facilmente acessíveis e fáceis de entender. A linguagem utilizada deve ser clara e simples. O não cumprimento deste princípio pode resultar em linguagem ambígua ou complexidade excessiva na busca de informações, o que é ilegal.
O RGPD inclui 5 direitos principais que devem ser refletidos nos termos e condições do contrato:
- Direito à informação: quando seus dados pessoais forem obtidos, a empresa deverá fornecer certas informações nos termos de uso, como os detalhes do controlador de dados, a finalidade desses dados, a base legal, transferências para terceiros, detalhes de contato do controlador e, se os dados forem obtidos de terceiros, a fonte e as informações coletadas.

- Direito de acesso: o serviço deve facilitar ao usuário o acesso aos seus próprios dados, permitindo-lhe obter uma cópia dos mesmos, bem como compreender a finalidade da sua utilização, os destinatários, os prazos de conservação dos dados, os direitos do titular dos dados e a sua transferência a terceiros.

- Direito de retificação: o serviço deve fornecer informações sobre como completar dados pessoais incorretos ou incompletos.

- Direito de exclusão: este contrato deve indicar os motivos e os métodos para solicitar a exclusão dos seus dados pessoais.

- Direito de objeção: os termos de uso do serviço devem declarar a finalidade e o uso dos dados pessoais, pois o usuário pode se opor em alguns casos. Esses casos seriam, por um lado, quando o uso desses dados é de interesse público, incluindo a criação de perfis, ou quando o uso desses dados se destina a melhorar a comercialização de um produto (marketing).

Um contrato de termos de serviço normalmente contém as seguintes seções:
- Desambiguação e definição de palavras-chave e frases.
- Responsabilidades do usuário:
  - Uso adequado ou esperado e a definição de uso indevido.
  - Responsabilidade por ações, comportamento e conduta online.
  - Às vezes, contém uma cláusula de arbitragem que detalha o processo de resolução de disputas e direitos limitados para registrar uma reclamação no tribunal.
- Direitos do usuário: as informações descritas acima.
- Isenção de responsabilidade ou limitação de responsabilidade que esclarece a responsabilidade legal do site por danos sofridos pelos usuários.
- Notificação ao usuário sobre a modificação dos termos, se oferecida.

## Conscientização pública
Em 2017, a artista Joana Moll comprou um milhão de perfis de um aplicativo de namoro norte-americano que opera globalmente por € 136. Esses perfis incluíam fotos, nomes de usuários, endereços de e-mail, nacionalidades, gêneros, idades e informações pessoais, como orientação sexual, interesses, profissão e traços físicos e de personalidade. Com estes perfis, Joana Moll criou um projecto, “The Dating Brokers”, com a intenção de expor empresas que estão a negociar informações pessoais dos utilizadores sem o seu consentimento consciente. Este projeto simula um site de leilão de perfis.
“Termos de Serviço; Não Li”, é um grupo que avalia os termos de uso de alguns serviços digitais. Ele pontua uma série de cláusulas individualmente com base na sua conformidade com o GDPR, juntamente com uma breve descrição. Com base nessa pontuação, cada serviço recebe uma categoria com base em sua conformidade com os regulamentos. Dessa forma, os usuários podem acessar informações resumidas sem precisar ler os termos, que geralmente são longos.

## Demandas
As 10 maiores multas europeias por incumprimento dos termos e condições do RGPD são partilhadas entre as 3 maiores empresas do mundo digital.
Em primeiro lugar, a empresa Meta, que reúne as três redes sociais mais utilizadas em Espanha (Facebook, Instagram e WhatsApp), acumulou 7 das 10 maiores multas aplicadas por incumprimento desta norma. O mais recente (e maior) foi sobre a transferência de dados pessoais para os Estados Unidos e foi avaliado em € 1,2 bilhão para o Facebook. Foi imposto pelo governo irlandês.
A segunda maior multa foi imposta por Luxemburgo à Amazon por não conformidade com o processamento de dados.

As duas multas restantes neste ranking foram impostas ao Google, nos valores de € 90 milhões e € 60 milhões.